# Leader de la Chambre des lords
Le leader de la Chambre des lords (Leader of the House of Lords) est le ministre chargé des relations avec la Chambre des lords au sein du gouvernement et membre du Cabinet du Royaume-Uni.
La fonction est toujours associée à une ancienne position du Cabinet, souvent l'une des sinécures de lord président du Conseil (Lord President of the Council), de lord du Sceau privé (Lord Privy Seal) ou de chancelier du duché de Lancastre (Chancellor of the Duchy of Lancaster).
Le bureau du leader de la Chambre des lords (Office of the Leader of the House of Lords) est un département ministériel.
Alors que le leader de la Chambre est un membre du Cabinet et demeure un personnage partisan, il a également des responsabilités vis-à-vis de la Chambre elle-même. En contraste avec la Chambre des communes, dont les séances sont supervisées par le président (Speaker), les séances à la Chambre des lords sont supervisées par les pairs eux-mêmes, bien qu'il existe tout de même un lord président de la Chambre des lords (Lord Speaker).

## Liste des leaders de la Chambre des lords
Légende
(partis politiques)
- Whig
- Libéral
- Tory
- Conservateur
- Travailliste

### XVIIIesiècle
| Nom                | Nom     | Nom                        | Dates du mandat | Dates du mandat | Offices tenus simultanément                                                                             | Parti politique | Premier ministre                |
| ------------------ | ------- | -------------------------- | --------------- | --------------- | --- | --------------- | ------------------------------- |
|                    |         | Charles Townshend          | 1721            | 1730            | Secrétaire d’État du département du Nord                                                                | Whig            | Robert Walpole                  |
| Inconnu            | Inconnu | Inconnu                    | 1730            | 1742            | |                 | Robert Walpole                  |
|                    |         | John Carteret              | 1742            | 1744            | Secrétaire d’État du département du Nord                                                                | Whig            | Spencer Compton                 |
| Henry Pelham       |         | John Carteret              | 1742            | 1744            | Secrétaire d’État du département du Nord                                                                | Whig            |                                 |
|                    |         | Thomas Pelham-Holles       | 1744            | 1756            | Premier ministre                                                                                        | Whig            |                                 |
| Lui-même           |         | Thomas Pelham-Holles       | 1744            | 1756            | Premier ministre                                                                                        | Whig            |                                 |
|                    |         | William Cavendish          | 1756            | 1757            | Premier ministre                                                                                        | Whig            | Lui-même                        |
|                    |         | Thomas Pelham-Holles       | 1757            | 1762            | Premier ministre                                                                                        | Whig            | Lui-même                        |
|                    |         | John Stuart                | 1762            | 1763            | Premier ministre                                                                                        | Tory            | Lui-même                        |
| Inconnu            | Inconnu | Inconnu                    | 1763            | 1765            | |                 | George Grenville                |
|                    |         | Charles Watson-Wentworth   | 1765            | 1766            | Premier ministre                                                                                        | Whig            | Lui-même                        |
|                    |         | Augustus FitzRoy           | 1766            | 1770            | Premier ministre (1768–70)                                                                              | Whig            | William Pitt l'Ancien (1766-68) |
| Lui-même (1768-70) |         | Augustus FitzRoy           | 1766            | 1770            | Premier ministre (1768–70)                                                                              | Whig            |                                 |
| Inconnu            | Inconnu | Inconnu                    | 1770            | 1782            | |                 | Frederick North                 |
|                    |         | Charles Watson-Wentworth   | 1782            | 1782            | Premier ministre                                                                                        | Whig            | Lui-même                        |
|                    |         | William Petty FitzMaurice  | 1782            | 1783            | Premier ministre                                                                                        | Whig            | Lui-même                        |
|                    |         | William Cavendish-Bentinck | 1783            | 1783            | Premier ministre                                                                                        | Whig            | Lui-même                        |
|                    |         | Thomas Townshend           | 1783            | 1789            | Home Secretary                                                                                          | Whig            | William Pitt le Jeune           |
|                    |         | George Osborne             | 1789            | 1790            | Secrétaire d'État des Affaires étrangères et du Commonwealth                                            | Tory            | William Pitt le Jeune           |
|                    |         | William Grenville          | 1790            | 1801            | Home Secretary (jusqu'en 1791) Secrétaire d'État des Affaires étrangères et du Commonwealth (1791-1801) | Tory            | William Pitt le Jeune           |

### XIXesiècle
| Nom                             | Nom | Nom                            | Dates du mandat | Dates du mandat | Offices tenus simultanément                                                                                    | Parti politique | Premier ministre                     |
| ------------------------------- | --- | ------------------------------ | --------------- | --------------- | --- | --------------- | ------------------------------------ |
|                                 |     | Thomas Pelham-Holles           | 1801            | 1803            | Home Secretary                                                                                                 | Tory            | Henry Addington (1801-04)            |
|                                 |     | Robert Jenkinson               | 1803            | 1806            | Foreign Secretary (1803-04) Home Secretary (1804-06)                                                           | Tory            | Henry Addington (1801-04)            |
| William Pitt le Jeune (1804-06) |     | Robert Jenkinson               | 1803            | 1806            | Foreign Secretary (1803-04) Home Secretary (1804-06)                                                           | Tory            |                                      |
|                                 |     | William Grenville              | 1806            | 1807            | Premier ministre                                                                                               | Whig            | Lui-même                             |
|                                 |     | Robert Jenkinson               | 1807            | 1827            | Home Secretary (1807–09) Secrétaire d’État pour la Guerre et les Colonies (1809–12) Premier ministre (1812–27) | Tory            | William Cavendish-Bentinck (1807–09) |
| Spencer Perceval (1809–12)      |     | Robert Jenkinson               | 1807            | 1827            | Home Secretary (1807–09) Secrétaire d’État pour la Guerre et les Colonies (1809–12) Premier ministre (1812–27) | Tory            |                                      |
| Lui-même (1812-27)              |     | Robert Jenkinson               | 1807            | 1827            | Home Secretary (1807–09) Secrétaire d’État pour la Guerre et les Colonies (1809–12) Premier ministre (1812–27) | Tory            |                                      |
|                                 |     | Frederick John Robinson        | 1827            | 1828            | Secrétaire d’État pour la Guerre et les Colonies (1827) Premier ministre (1827–28)                             | Tory            | George Canning (1827)                |
| Lui-même (1827-28)              |     | Frederick John Robinson        | 1827            | 1828            | Secrétaire d’État pour la Guerre et les Colonies (1827) Premier ministre (1827–28)                             | Tory            |                                      |
|                                 |     | Arthur Wellesley de Wellington | 1828            | 1830            | Premier ministre                                                                                               | Tory            | Lui-même                             |
|                                 |     | Charles Grey                   | 1830            | 1834            | Premier ministre                                                                                               | Whig            | Lui-même                             |
|                                 |     | William Lamb                   | 1834            | 1834            | Premier ministre                                                                                               | Whig            | Lui-même                             |
|                                 |     | Arthur Wellesley de Wellington | 1834            | 1835            | Premier ministre (1834) Foreign Secretary (1834-35)                                                            | Tory            | Lui-même (1834)                      |
| Robert Peel (1834-35)           |     | Arthur Wellesley de Wellington | 1834            | 1835            | Premier ministre (1834) Foreign Secretary (1834-35)                                                            | Tory            |                                      |
|                                 |     | William Lamb                   | 1835            | 1841            | Premier ministre                                                                                               | Whig            | Lui-même                             |
|                                 |     | Arthur Wellesley de Wellington | 1841            | 1846            | Ministre sans portefeuille                                                                                     | Conservateur    | Robert Peel                          |
|                                 |     | Henry Petty-Fitzmaurice        | 1846            | 1852            | Lord Président du Conseil                                                                                      | Whig            | John Russel                          |
|                                 |     | Edward Smith-Stanley           | 1852            | 1852            | Premier ministre                                                                                               | Conservateur    | Lui-même                             |
|                                 |     | George Hamilton-Gordon         | 1852            | 1855            | Premier ministre                                                                                               | Peelite         | Lui-même                             |
|                                 |     | Granville Leveson-Gower        | 1855            | 1858            | Lord Président du Conseil                                                                                      | Whig            | Henry John Temple                    |
|                                 |     | Edward Smith-Stanley           | 1858            | 1859            | Premier ministre                                                                                               | Conservateur    | Lui-même                             |
|                                 |     | Granville Leveson-Gower        | 1859            | 1865            | Lord Président du Conseil                                                                                      | Libéral         | Henry John Temple                    |
|                                 |     | John Russell                   | 1865            | 1866            | Premier ministre                                                                                               | Libéral         | Lui-même                             |
|                                 |     | Edward Smith-Stanley           | 1866            | 1868            | Premier ministre                                                                                               | Conservateur    | Lui-même                             |
|                                 |     | James Harris                   | 1868            | 1868            | Lord du Sceau privé                                                                                            | Conservateur    | Benjamin Disraeli                    |
|                                 |     | Granville Leveson-Gower        | 1868            | 1874            | Secrétaire colonial (1868–70) Foreign Secretary (1870–74)                                                      | Libéral         | William Ewart Gladstone              |

### XXesiècle
| Nom                                                | Nom                           | Nom                                     | Offices tenus simultanément | Dates du mandat   | Dates du mandat   | Parti politique  | Parti politique | Premier ministre                      |
| -------------------------------------------------- | ----------------------------- | --------------------------------------- | --- | ----------------- | ----------------- | ---------------- | --------------- | ------------------------------------- |
|                                                    | Spencer Cavendish             |                                         | Lord President of the Council | 12 juillet 1902   | 13 octobre 1903   | Liberal Unionist |                 | Arthur Balfour (Conservative)         |
|                                                    | Henry Petty-Fitzmaurice       |                                         | Foreign Secretary | 13 octobre 1903   | 4 décembre 1905   | Liberal Unionist |                 | Arthur Balfour (Conservative)         |
|                                                    | George Robinson               |                                         | Lord Privy Seal | 10 décembre 1905  | 14 avril 1908     | Liberal          |                 | Henry Campbell-Bannerman              |
|                                                    | Robert Crewe-Milnes           |                                         | Colonial Secretary (Mai 1908 – Novembre 1910) Lord Privy Seal (Octobre 1908 – Octobre 1911; Février 1912 – Mai 1915) India Secretary (Novembre 1910 – Mars 1911; 25 mai 1911 – Mai 1915) Lord President of the Council (de 25 mai 1915) President of the Board of Education (de 18 août 1916) | 14 avril 1908     | 10 décembre 1916  | Liberal          |                 | H. H. Asquith                         |
|                                                    | George Curzon                 |                                         | Lord President of the Council (jusqu’à Octobre 1919) Foreign Secretary (de 23 October 1919) | 10 décembre 1916  | 22 janvier 1924   | Conservative     |                 | David Lloyd George                    |
|                                                    | George Curzon                 | Bonar Law                               | Lord President of the Council (jusqu’à Octobre 1919) Foreign Secretary (de 23 October 1919) | 10 décembre 1916  | 22 janvier 1924   | Conservative     |                 |                                       |
|                                                    | George Curzon                 | Stanley Baldwin                         | Lord President of the Council (jusqu’à Octobre 1919) Foreign Secretary (de 23 October 1919) | 10 décembre 1916  | 22 janvier 1924   | Conservative     |                 |                                       |
|                                                    | Richard Haldane               |                                         | Lord Chancellor | 22 janvier 1924   | 3 novembre 1924   | Labour           |                 | Ramsay MacDonald                      |
|                                                    | George Curzon                 |                                         | Lord President of the Council | 3 novembre 1924   | 20 mars 1925      | Conservative     |                 | Stanley Baldwin                       |
|                                                    | James Gascoyne-Cecil          |                                         | Lord Privy Seal | 27 avril 1925     | 4 juin 1929       | Conservative     |                 | Stanley Baldwin                       |
|                                                    | Charles Cripps                |                                         | Lord President of the Council | 7 juin 1929       | 24 août 1931      | Labour           |                 | Ramsay MacDonald                      |
|                                                    | Rufus Isaacs                  |                                         | Foreign Secretary | 24 août 1931      | 5 novembre 1931   | Liberal          |                 | Ramsay MacDonald (Nat. Govts: I & II) |
|                                                    | Douglas Hogg                  |                                         | Secretary of State for War | 5 novembre 1931   | 7 juin 1935       | Conservative     |                 | Ramsay MacDonald (Nat. Govts: I & II) |
|                                                    | Charles Vane-Tempest-Stewart  |                                         | Lord Privy Seal | 7 juin 1935       | 22 novembre 1935  | Conservative     |                 | Stanley Baldwin (Nat. Govt)           |
|                                                    | Edward Frederick Lindley Wood |                                         | Lord Privy Seal (jusqu’à May 1937) Lord President of the Council (de 28 May 1937) | 22 novembre 1935  | 21 février 1938   | Conservative     |                 | Stanley Baldwin (Nat. Govt)           |
|                                                    | Edward Frederick Lindley Wood | Neville Chamberlain (Nat. Govt)         | Lord Privy Seal (jusqu’à May 1937) Lord President of the Council (de 28 May 1937) | 22 novembre 1935  | 21 février 1938   | Conservative     |                 |                                       |
|                                                    | James Stanhope                |                                         | President of the Board of Education (jusqu’à Octobre 1938) First Lord of the Admiralty (27 octobre 1938 – Septembre 1939) | 21 février 1938   | 14 mai 1940       | Conservative     |                 |                                       |
| Lord President of the Council de 3 September 1939) | James Stanhope                |                                         | Neville Chamberlain (War coalition) | 21 février 1938   | 14 mai 1940       | Conservative     |                 |                                       |
|                                                    | Thomas Inskip                 |                                         | Dominions Secretary | 14 mai 1940       | 3 octobre 1940    | Conservative     |                 | Winston Churchill (War coalition)     |
|                                                    | Edward Frederick Lindley Wood |                                         | Foreign Secretary | 3 octobre 1940    | 22 décembre 1940  | Conservative     |                 | Winston Churchill (War coalition)     |
|                                                    | George Lloyd                  |                                         | Colonial Secretary | 22 décembre 1940  | 4 février 1941    | Conservative     |                 | Winston Churchill (War coalition)     |
|                                                    | Walter Guinness               |                                         | Colonial Secretary | 8 février 1941    | 21 février 1942   | Conservative     |                 | Winston Churchill (War coalition)     |
|                                                    | Robert Gascoyne-Cecil         |                                         | Colonial Secretary (jusqu’à Novembre 1942) Lord Privy Seal (22 novembre 1942 – Septembre 1943) Dominions Secretary (de 24 September 1943–45) | 21 février 1942   | 26 juillet 1945   | Conservative     |                 | Winston Churchill (War coalition)     |
|                                                    | Robert Gascoyne-Cecil         | Winston Churchill (Caretaker coalition) | Colonial Secretary (jusqu’à Novembre 1942) Lord Privy Seal (22 novembre 1942 – Septembre 1943) Dominions Secretary (de 24 September 1943–45) | 21 février 1942   | 26 juillet 1945   | Conservative     |                 |                                       |
|                                                    | Christopher Addison           |                                         | Dominions Secretary (jusqu’à Juillet 1947) Commonwealth Secretary (7 juillet – Octobre 1947) Lord Privy Seal (7 octobre 1947 – Mars 1951) Paymaster General (2 juillet 1948 – Avril 1949) Lord President of the Council (de 9 mars 1951)                                                      | 3 août 1945       | 26 octobre 1951   | Labour           |                 | Clement Attlee                        |
|                                                    | Robert Gascoyne-Cecil         |                                         | Lord Privy Seal (jusqu’à May 1952) Commonwealth Secretary (12 mars – Novembre 1952) Lord President of the Council (de 24 novembre 1952) | 28 octobre 1951   | 29 mars 1957      | Conservative     |                 | Winston Churchill                     |
|                                                    | Robert Gascoyne-Cecil         | Anthony Eden                            | Lord Privy Seal (jusqu’à May 1952) Commonwealth Secretary (12 mars – Novembre 1952) Lord President of the Council (de 24 novembre 1952) | 28 octobre 1951   | 29 mars 1957      | Conservative     |                 |                                       |
|                                                    | Alec Douglas-Home             |                                         | Commonwealth Secretary Lord President of the Council (jusqu'à Septembre 1957 & de 14 octobre 1959) | 29 mars 1957      | 27 juillet 1960   | Conservative     |                 | Harold Macmillan                      |
|                                                    | Quintin Hogg                  |                                         | Lord President of the Council Minister for Science | 27 juillet 1960   | 20 octobre 1963   | Conservative     |                 | Harold Macmillan                      |
|                                                    | Peter Carington               |                                         | Ministre sans portefeuille | 20 octobre 1963   | 16 octobre 1964   | Conservative     |                 | Alec Douglas-Home                     |
|                                                    | Frank Pakenham                |                                         | Lord Privy Seal (jusqu’à Décembre 1965 & de 6 avril 1966) Colonial Secretary (23 décembre 1965 – Avril 1966) | 18 octobre 1964   | 16 janvier 1968   | Labour           |                 | Harold Wilson                         |
|                                                    | Edward Shackleton             |                                         | Lord Privy Seal (jusqu'à Avril 1968 & du 18 octobre 1968) Paymaster General (6 avril–Novembre 1968) | 16 janvier 1968   | 19 juin 1970      | Labour           |                 | Harold Wilson                         |
|                                                    | George Jellicoe               |                                         | Lord Privy Seal | 20 juin 1970      | 23 mai 1973       | Conservative     |                 | Edward Heath                          |
|                                                    | David Hennessy                |                                         | Lord Privy Seal | 5 juin 1973       | 4 mars 1974       | Conservative     |                 | Edward Heath                          |
|                                                    | Lord Shepherd                 |                                         | Lord Privy Seal | 7 mars 1974       | 10 septembre 1976 | Labour           |                 | Harold Wilson                         |
|                                                    | Lord Shepherd                 | James Callaghan                         | Lord Privy Seal | 7 mars 1974       | 10 septembre 1976 | Labour           |                 |                                       |
|                                                    | Fred Peart                    |                                         | Lord Privy Seal | 10 septembre 1976 | 4 mai 1979        | Labour           |                 |                                       |
|                                                    | Christopher Soames            |                                         | Lord President of the Council | 5 mai 1979        | 14 septembre 1981 | Conservative     |                 | Margaret Thatcher                     |
|                                                    | Janet Young                   |                                         | Chancellor of the Duchy of Lancaster (jusqu'à Avril 1982) Lord Privy Seal (de 6 avril 1982) | 14 septembre 1981 | 11 juin 1983      | Conservative     |                 | Margaret Thatcher                     |
|                                                    | William Stephen Whitelaw      |                                         | Deputy Prime Minister Lord President of the Council | 11 juin 1983      | 10 janvier 1988   | Conservative     |                 | Margaret Thatcher                     |
|                                                    | John Ganzoni                  |                                         | Lord Privy Seal | 10 janvier 1988   | 28 novembre 1990  | Conservative     |                 | Margaret Thatcher                     |
|                                                    | David Waddington              |                                         | Lord Privy Seal | 28 novembre 1990  | 11 avril 1992     | Conservative     |                 | John Major                            |
|                                                    | John Wakeham                  |                                         | Lord Privy Seal | 11 avril 1992     | 20 juillet 1994   | Conservative     |                 | John Major                            |
|                                                    | Robert Gascoyne-Cecil         |                                         | Lord Privy Seal | 20 juillet 1994   | 2 mai 1997        | Conservative     |                 | John Major                            |
|                                                    | Ivor Richard                  |                                         | Lord Privy Seal | 2 mai 1997        | 27 juillet 1998   | Labour           |                 | Tony Blair                            |
|                                                    | Margaret Jay                  |                                         | Lord Privy Seal | 27 juillet 1998   | 8 juin 2001       | Labour           |                 | Tony Blair                            |

### XXIesiècle
| Nom           | Nom | Nom              | Dates du mandat  | Dates du mandat   | Offices tenus simultanément                                                    | Parti politique | Premier ministre      |
| ------------- | --- | ---------------- | ---------------- | ----------------- | ------------------------------------------------------------------------------ | --------------- | --------------------- |
|               |     | Gareth Williams  | 8 juin 2001      | 20 septembre 2003 | Lord du sceau privé                                                            | Travailliste    | Tony Blair            |
|               |     | Valerie Amos     | 6 octobre 2003   | 27 juin 2007      | Lord Président du Conseil                                                      | Travailliste    | Tony Blair            |
|               |     | Catherine Ashton | 27 juin 2007     | 2 octobre 2008    | Lord Président du Conseil                                                      | Travailliste    | Gordon Brown          |
|               |     | Janet Royall     | 2 octobre 2008   | 11 mai 2010       | Lord Président du Conseil (2008-09) Chancelier du duché de Lancastre (2009-10) | Travailliste    | Gordon Brown          |
|               |     | Thomas Galbraith | 12 mai 2010      | 7 janvier 2013    | Chancelier du duché de Lancastre                                               | Conservateur    | David Cameron         |
|               |     | Jonathan Hill    | 7 janvier 2013   | 15 juillet 2014   | Chancelier du duché de Lancastre                                               | Conservateur    | David Cameron         |
|               |     | Tina Stowell     | 15 juillet 2014  | 13 juillet 2016   | Lord du sceau privé                                                            | Conservateur    | David Cameron         |
|               |     | Natalie Evans    | 13 juillet 2016  | 6 septembre 2022  | Lord du sceau privé                                                            | Conservateur    | Theresa May           |
| Boris Johnson |     | Natalie Evans    | 13 juillet 2016  | 6 septembre 2022  | Lord du sceau privé                                                            | Conservateur    |                       |
|               |     | Nicholas True    | 6 septembre 2022 | 5 juillet 2024    | Lord du sceau privé                                                            | Conservateur    | Liz Truss Rishi Sunak |
|               |     | Angela Smith     | 5 juillet 2024   | en fonction       | Lord du sceau privé                                                            | Travailliste    | Keir Starmer          |